# Jack Marks
John Joseph „Jack“ Marks (* 8. Februar 1882 in Brantford, Ontario; † 19. August 1945) war ein kanadischer Eishockeyspieler, der während seiner aktiven Karriere zwischen 1901 und 1920 unter anderem für die Montreal Wanderers, Toronto Arenas und Quebec Bulldogs in der National Hockey League auf der Position des rechten Flügelstürmers spielte. Insgesamt gewann er dreimal den Stanley Cup.

## Karriere
Marks spielte zwischen 1901 und 1911 für diverse Teams in der Provinz Ontario unter anderem in der Ontario Professional Hockey League. Zur Saison 1911/12 schloss sich der Stürmer den Quebec Bulldogs aus der National Hockey Association an, mit denen er 1912 und 1913 jeweils den Stanley Cup gewinnen konnte. Marks blieb den Franko-Kanadiern bis 1917 treu, ehe er durch einen Dispersal Draft zu den Montreal Wanderers in die neu gegründete National Hockey League kam. Die Bulldogs gehörten der Liga zwar ebenfalls an, waren aufgrund finanzieller Schwierigkeiten aber nicht in der Lage am Spielbetrieb teilzunehmen.
Der Aufenthalt Marks bei den Wanderers war nur von kurzer Dauer, da ihre Spielstätte bei einem Feuer auf die Grundmauern abbrannte und der Spielbetrieb nicht fortgesetzt werden konnte. Via eines erneuten Dispersal Drafts gelangte der Angreifer im Januar 1918 zu den Toronto Arenas. Mit diesen feierte seinen dritten Stanley-Cup-Sieg. Nachdem er die Saison 1918/19 nicht gespielt hatte, kehrte er im November 1919 zu den Quebec Bulldogs zurück, die in der Spielzeit 1919/20 erstmals in der NHL antraten. Für diese bestritt er im Saisonverlauf ein Spiel, ehe er seine Karriere beendete.

## Erfolge und Auszeichnungen
- 1912 O’Brien-Trophy-Gewinn mit den Quebec Bulldogs
- 1912 Stanley-Cup-Gewinn mit den Quebec Bulldogs
- 1913 O’Brien-Trophy-Gewinn mit den Quebec Bulldogs
- 1913 Stanley-Cup-Gewinn mit den Quebec Bulldogs
- 1918 O’Brien-Trophy-Gewinn mit den Toronto Arenas
- 1918 Stanley-Cup-Gewinn mit den Toronto Arenas